# 梅里曼 (內布拉斯加州)
梅里曼（英語：Merriman）是位於美國內布拉斯加州切里縣的村。

## 人口
根據2020年美國人口普查的數據，梅里曼的面積為2.66平方千米，皆為陸地。當地共有人口87人，而人口密度為每平方千米33人。